# Brayan Lucumí
Brayan Damián Lucumí Lucumí (Villa Rica, 12 febbraio 1994) è un calciatore colombiano, centrocampista del Comerciantes Unidos.

## Carriera
Ha giocato nella prima divisione dei campionati colombiano, brasiliano, venezuelano, dominicano e peruviano.